# Machaerium chambersii
Machaerium chambersii là một loài rau đậu thuộc họ Fabaceae. Loài này chỉ có ở Panama.